# 652
Cette page concerne l'année 652  du calendrier julien. Pour l'année 652 av. J.-C., voir 652 av. J.-C.
L'année 652 est une année bissextile qui commence un dimanche.

## Événements
- Abdallah, chef de l’armée égyptienne, mène une expédition en Nubie. Il assiège la ville de Dongola. L’église principale de la cité est détruite. Devant l'incertitude des rapports de forces, un traité de réciprocité (le Bakt) est signé entre l'Égypte musulmane et le royaume chrétien de Makuria, établissant la frontière à Assouan[1]. Le roi Kalidouroun s'engage à payer aux musulmans un tribut annuel de 360 esclaves en échange de céréales, d'étoffes, de chevaux et de vin d'Égypte[2]. Peu de temps après les royaumes nubiens des Nobates et des Makourrites fusionnent pour devenir le royaume de Dongola, tandis qu’au sud le royaume chrétien d’Aloua, dont la capitale est Soba, demeure indépendant[3]. Les rois d’Aloua font construire de très beaux monuments. Le christianisme nubien se répand à partir d’Aloua vers l’ouest dans la région du Darfour.

- Les Arabes occupent Hérat[4].
- Coup d'arrêt dans la guerre des Arabes contre les Khazars, l'armée d'Abd ar-Rahman ibn Rabiah (en) est anéantie par les Khazars près de leur capitale Balanjar (en) dans l'actuel Daghestan[5].
- L'exarque de Ravenne Olympios meurt de la peste en Sicile en luttant contre les Arabes[6].

- Début du règne de Rodoald, roi des Lombards (fin en 653)[7].
- Réforme de Taika : le gouvernement du Japon distribue la terre dans la région de la capitale[8].